# Modificazione corporea

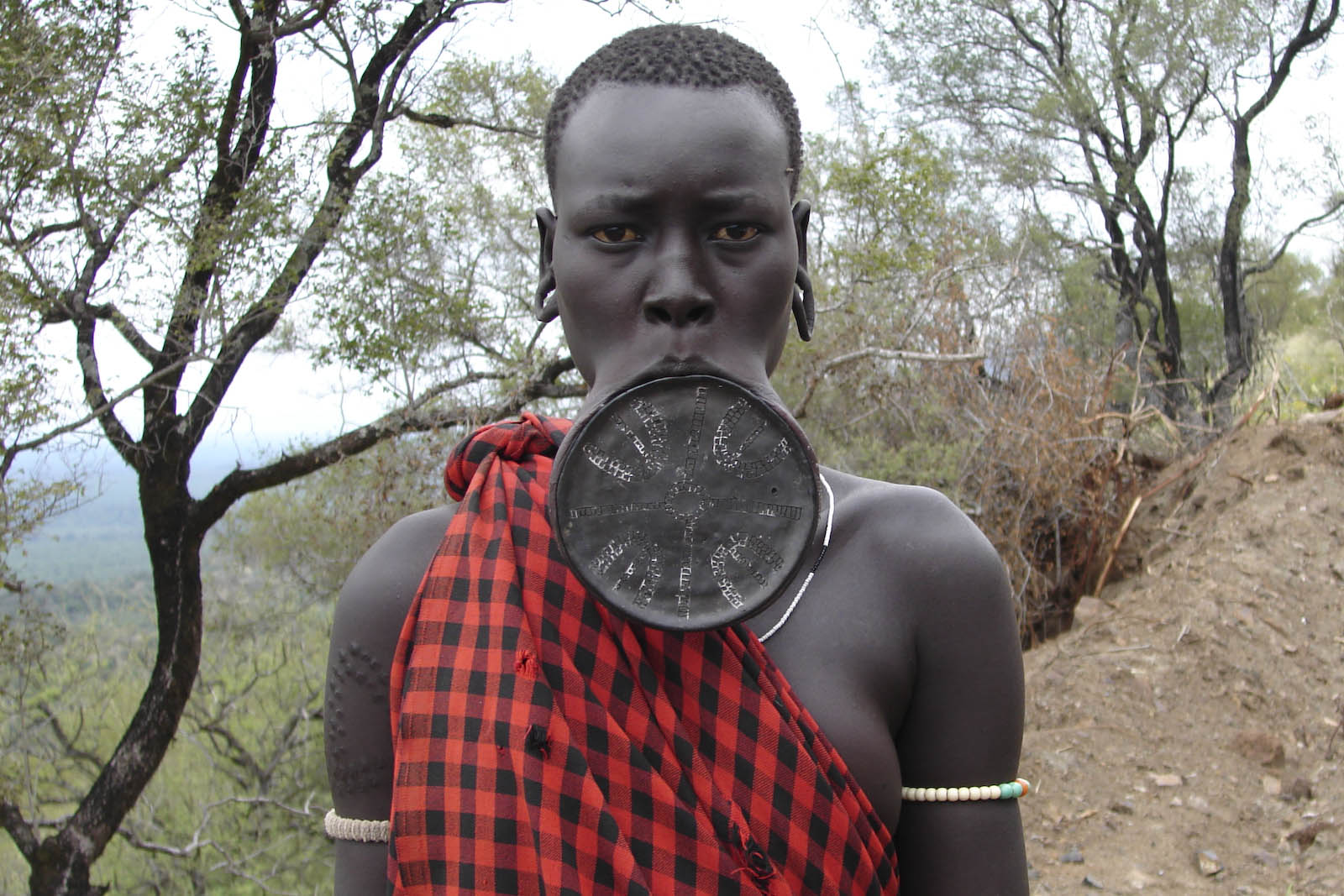
Donna etiope con disco labiale

La modificazione corporea consiste in un insieme di pratiche atte ad alterare deliberatamente il corpo umano senza che vi sia alcuna ragione medica. Si tratta di una forma d'arte universale praticata da migliaia di anni per fini sessuali, come rito di passaggio, per ragioni estetiche, per indicare appartenenza, fiducia e lealtà, per motivi religiosi, a scopo di provocazione o per esprimere se stessi.
Alcune forme di modificazione corporea, che nella sua accezione più ampia include anche la chirurgia estetica, sono considerate socialmente accettabili (si pensi a un banale piercing all'orecchio o al rito della circoncisione), mentre altre forme spesso più estreme sono fonte di controversia.

## Storia
Nel corso della storia, e in base alle diverse culture considerate, la modificazione corporea è stata spesso utilizzata per ragioni religiose, sociali ed estetiche. Pratiche di tale genere sarebbero apparse a partire dal IV millennio a.C., con tatuaggi e piercing che rappresentarono le prime forme di modificazione corporea. Nel 1991, la scoperta di Ötzi nelle alpi italo-austriache diede la dimostrazione dell'utilizzo dei tatuaggi durante il Neolitico. Nello stesso periodo in Africa era consuetudine di alcune popolazioni inserirsi dischi labiali all'interno del labbro inferiore e dilatatori nel lobo dell'orecchio come ornamenti in pietra.
In Egitto, la scoperta del corpo tatuato della sacerdotessa Amunet, devota della dea Hathor, e di quello scarificato di un'altra mummia costituisce una evidenza dell'uso della modificazione corporea nell'antico Egitto. I sacerdoti aztechi foravano le loro guance e le loro labbra durante un rito religioso. Erano soliti pure incidersi la lingua e talvolta ricorrere alla castrazione. Tra i Maya, sia gli uomini che le donne indossavano molti piercing in zone quali naso, orecchie, ombelico, lingua e organi genitali. In Cina si usava fare indossare alle giovani ragazze delle calzature molto strette in modo che il loro piede fasciato potesse restare il più piccolo possibile (Loto d'oro). Questa pratica venne vietata per legge nel 1915.
Oggigiorno il movimento dei "Primitivi Moderni", costituito da persone provenienti dai Paesi sviluppati, promuove l'utilizzo di rituali e pratiche di modificazione corporea in omaggio ai popoli primitivi.

## Modificazioni corporee
- Piercing - inserimento sotto pelle, in una data parte del corpo, di gioielleria o altri oggetti simili con funzione estetica.
- Pearling - inserimento sotto la pelle dei genitali di piccole perle rotonde di vario materiale.
- Collare di anelli - serie di anelli stretti lungo tutto il collo, con lo scopo di allungarlo, tipici delle "donne giraffa" (in realtà si abbassano le spalle).
- Impianti sottocutanei di materiali di forma diversa.
- Tatuaggio - iniezione di inchiostro sotto la pelle per realizzare scritte o disegni.
- Tatuaggio corneale - tatuaggio effettuato sulla cornea dell'occhio.
- Impianto extraoculare - impianto di gioielleria nello strato esterno dell'occhio.
- Protesi mammarie - inserzione di protesi al silicone per rimodellare il seno.
- Iniezioni di silicone per rigonfiare varie parti del corpo.[6]
- Bagel head - iniezione sottocutanea di una soluzione salina, che va a modificare temporaneamente la zona del corpo interessata.
- Mutilazioni di parti del corpo come pene, testicoli, clitoride, labbra vaginali e capezzoli. Talvolta il desiderio di essere mutilati può essere messo in correlazione con l'apotemnofilia o il disturbo dell'identità dell'integrità corporea.
- Circoncisione - asportazione totale o parziale del prepuzio.
- Infibulazione - asportazione del clitoride, labbra vaginali e cucitura della vulva.
- Labioplastica - procedura di chirurgia plastica per rimodellare le piccole labbra e le grandi labbra.
- Frenulotomia dei genitali o del frenulo linguale.
- Biforcazione della lingua - la lingua viene tagliata scindendola in due parti, come a ricordare la lingua biforcuta dei rettili.
- Bisezione dei genitali - il pene, e occasionalmente anche lo scroto, vengono divisi in due parti.[7] Può comprendere anche l'inversione dei genitali.[8]
- Meatotomia - la parte inferiore del glande del pene viene suddivisa in due parti.
- Subincisione del pene.[9]
- Branding - in italiano marchiatura, si usa una ustione o una cauterizzazione per ottenere un risultato su "pelle viva" simile a un classico tatuaggio.
- Scarificazione - incisione o rimozione di strati di pelle per sfruttare la successiva formazione di cicatrici e cheloidi.
- Dilatazione del lobo dell'orecchio tramite l'inserzione di anelli di varie dimensioni o delle labbra della bocca con dischi labiali.
- Limatura dei denti[10] - solitamente vengono affilati per somigliare ad animali particolari.
- Corsetti molto stretti attorno alla vita vengono usati per restringerne le dimensioni.
- Deformazione craniale artificiale - deformazione provocata alla testa degli infanti tramite una forza, pratica adesso divenuta estremamente rara.
- Stiramento del seno - applicazione di un massaggio sul seno delle ragazze adolescenti effettuato tramite oggetti pesanti e spesso anche arroventati, si crede in questo modo di impedire la crescita delle mammelle.[11]
- Fasciatura dei piedi - tradizione cinese di fasciare i piedi delle giovani ragazze con calzature molto strette allo scopo estetico di farli crescere con dimensioni estremamente ridotte (Loto d'oro).
- Dilatazione anale.[12]
- Lifting - procedimento chirurgico tramite il quale viene tirata la pelle del volto.
- Sbiancamento della pelle - in uso presso le persone di colore che desiderano assumere una carnagione più chiara.
- Sbiancamento anale - viene schiarita la colorazione della pelle attorno all'ano.
- Imenoplastica - ricostruzione dell'imene dopo l'avvenuta deflorazione.
- Cambio di sesso - cambiamento di genere relativo al sesso biologico di nascita.

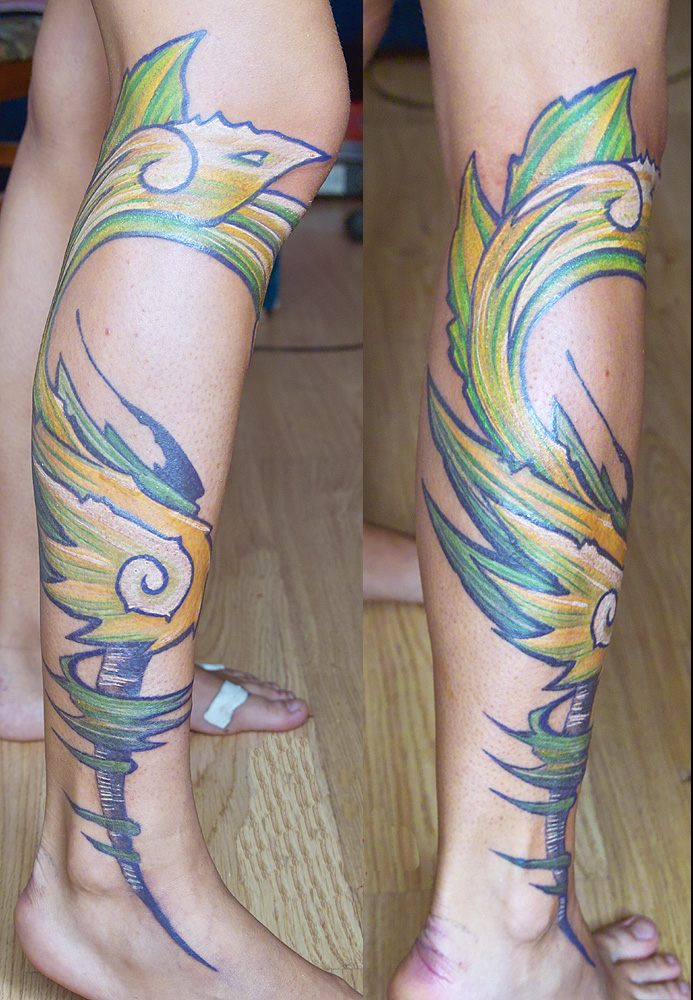
Tatuaggio sulle gambe
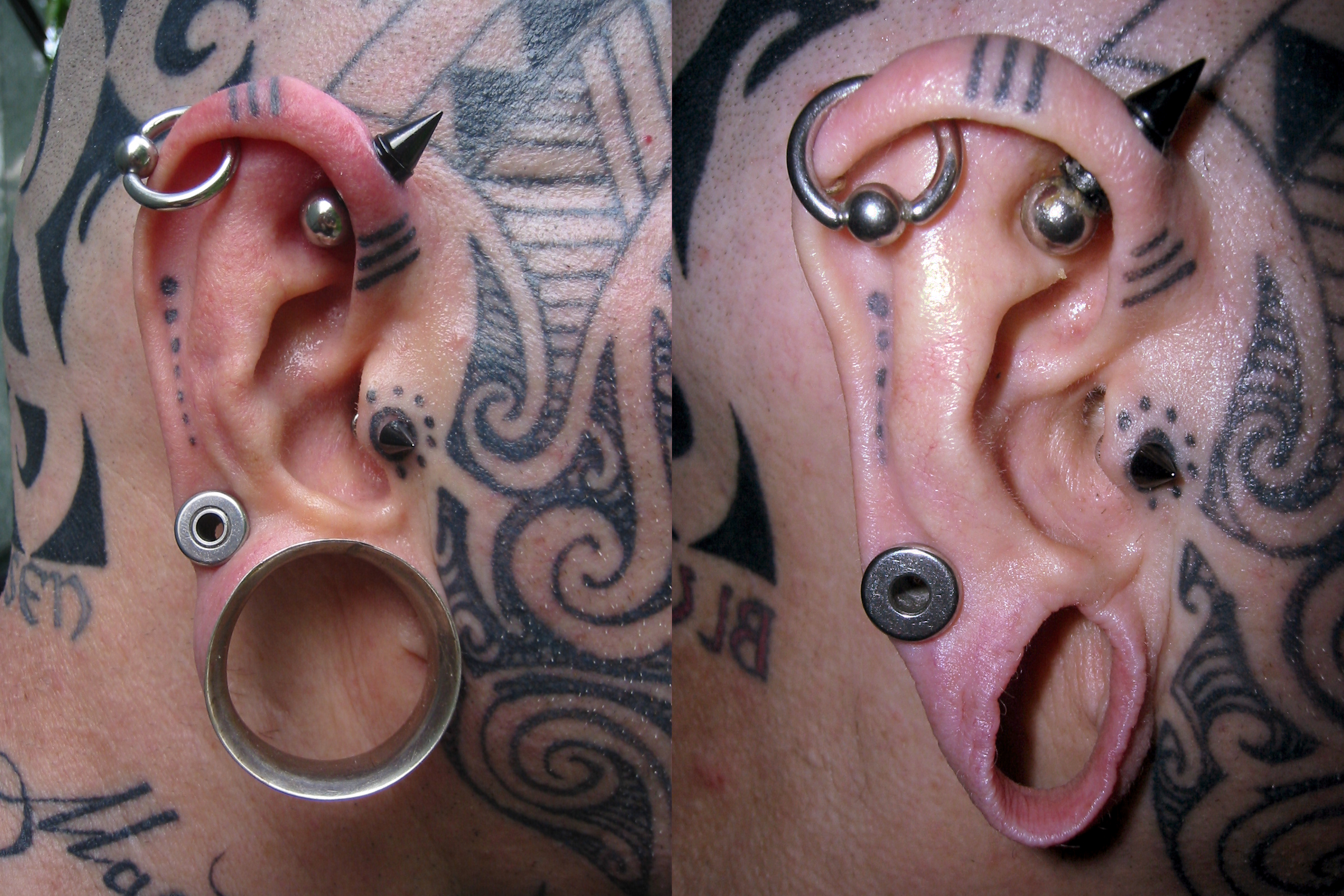
Orecchio modificato da un anello dilatatore (sul lobo) e da vari piercing
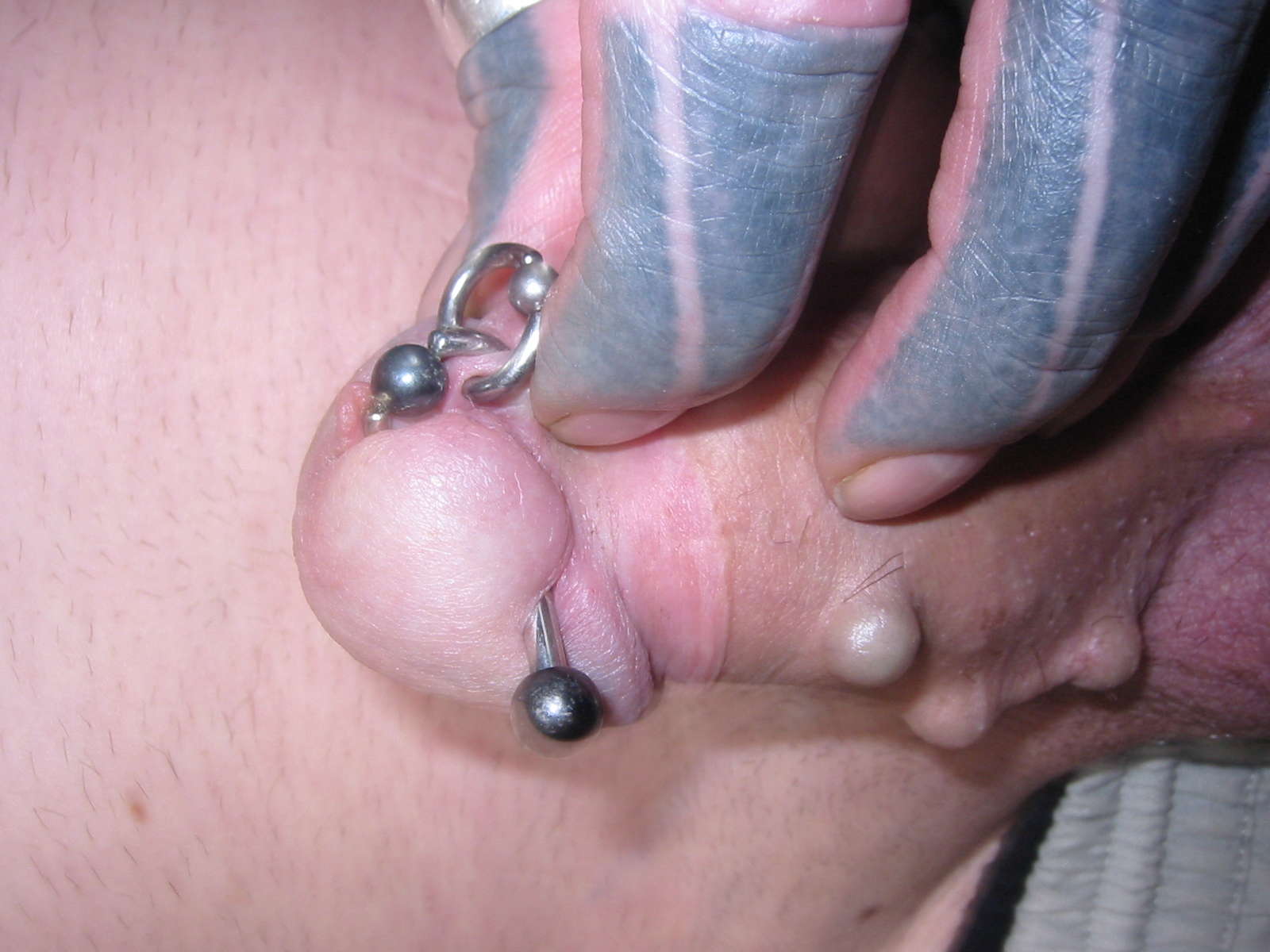
Pearling sul pene
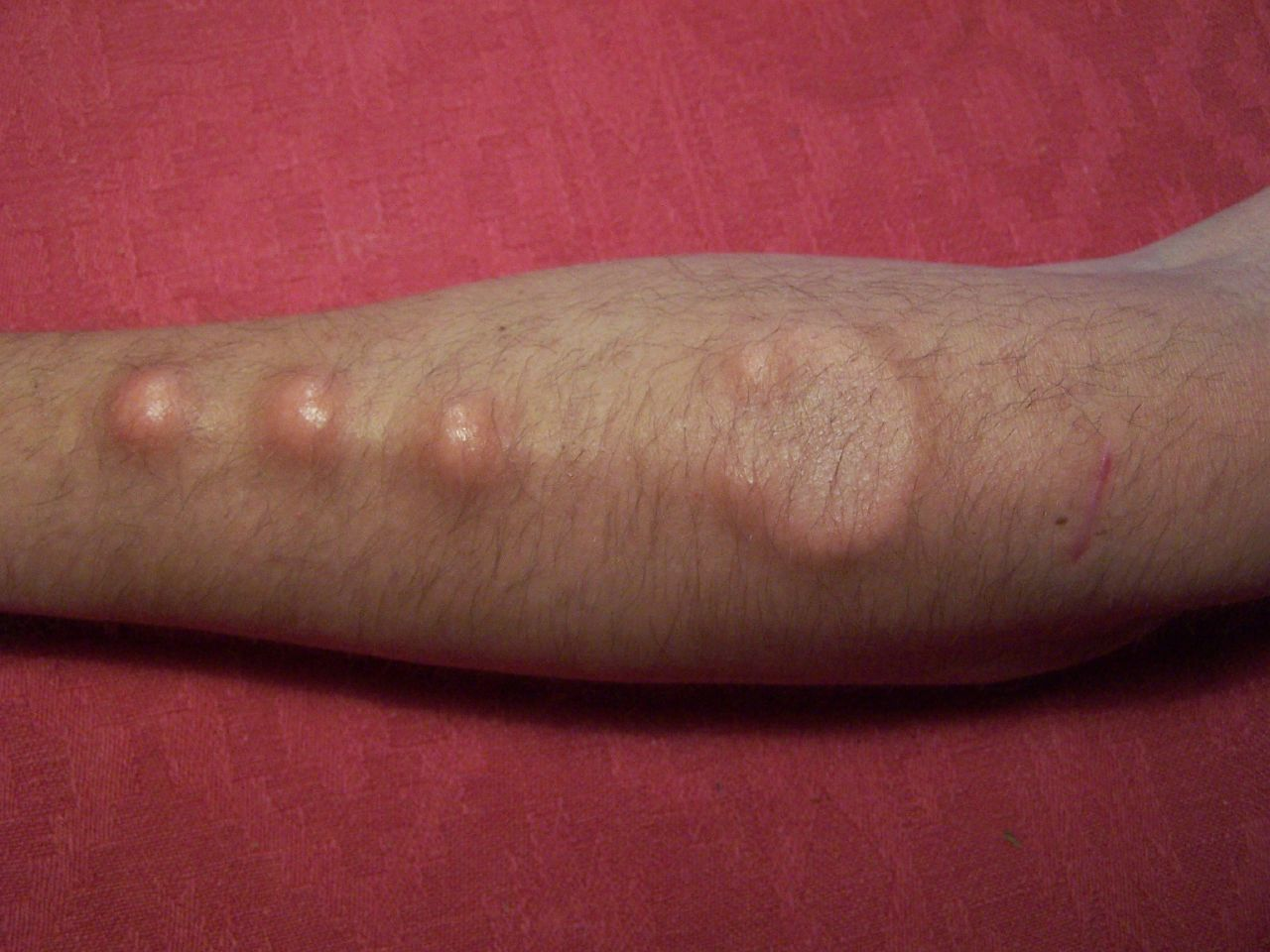
Impianti sotto la pelle del braccio
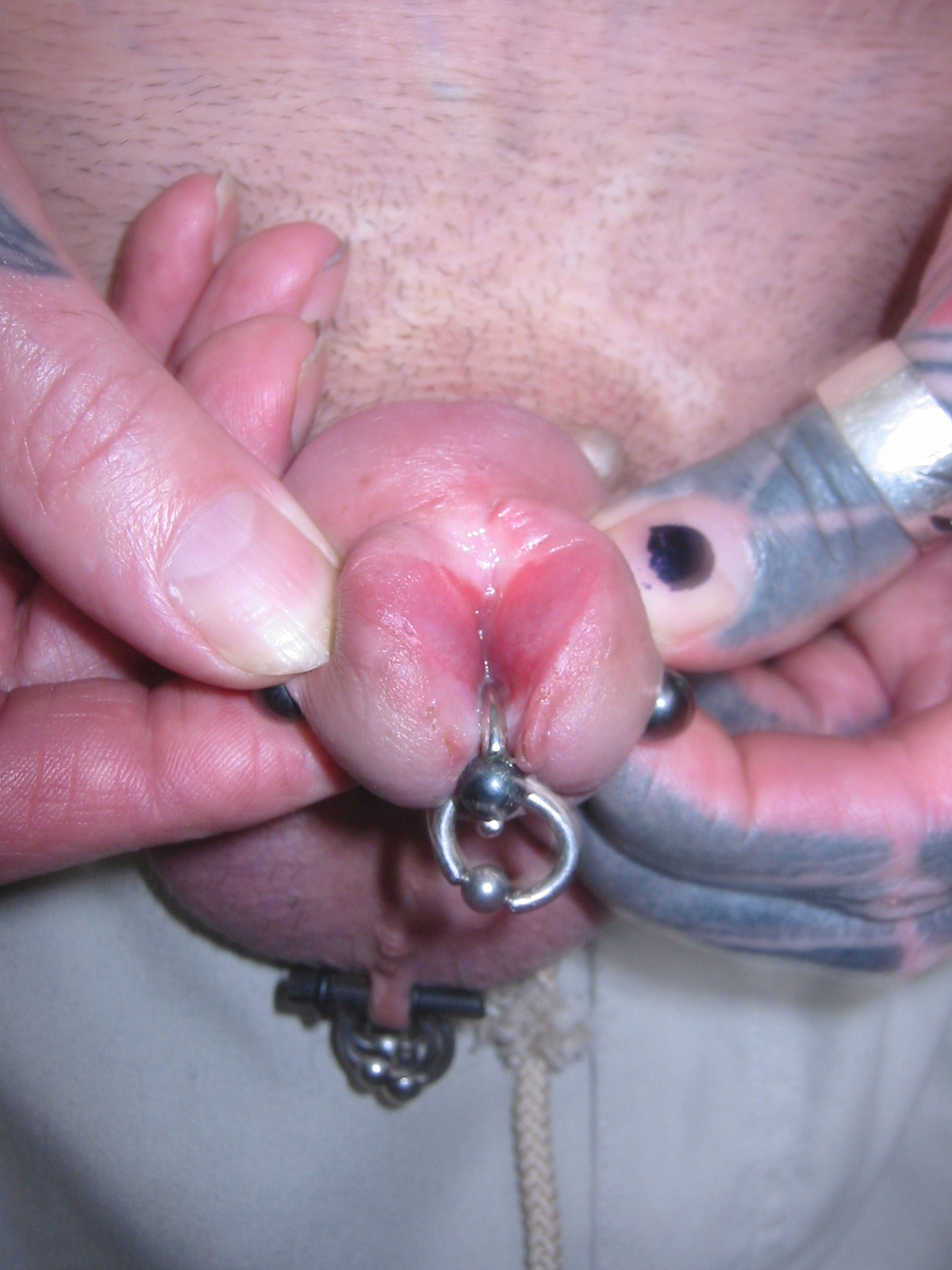
Bisezione del glande
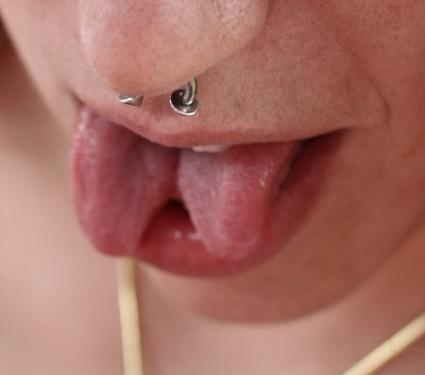
Biforcazione della lingua
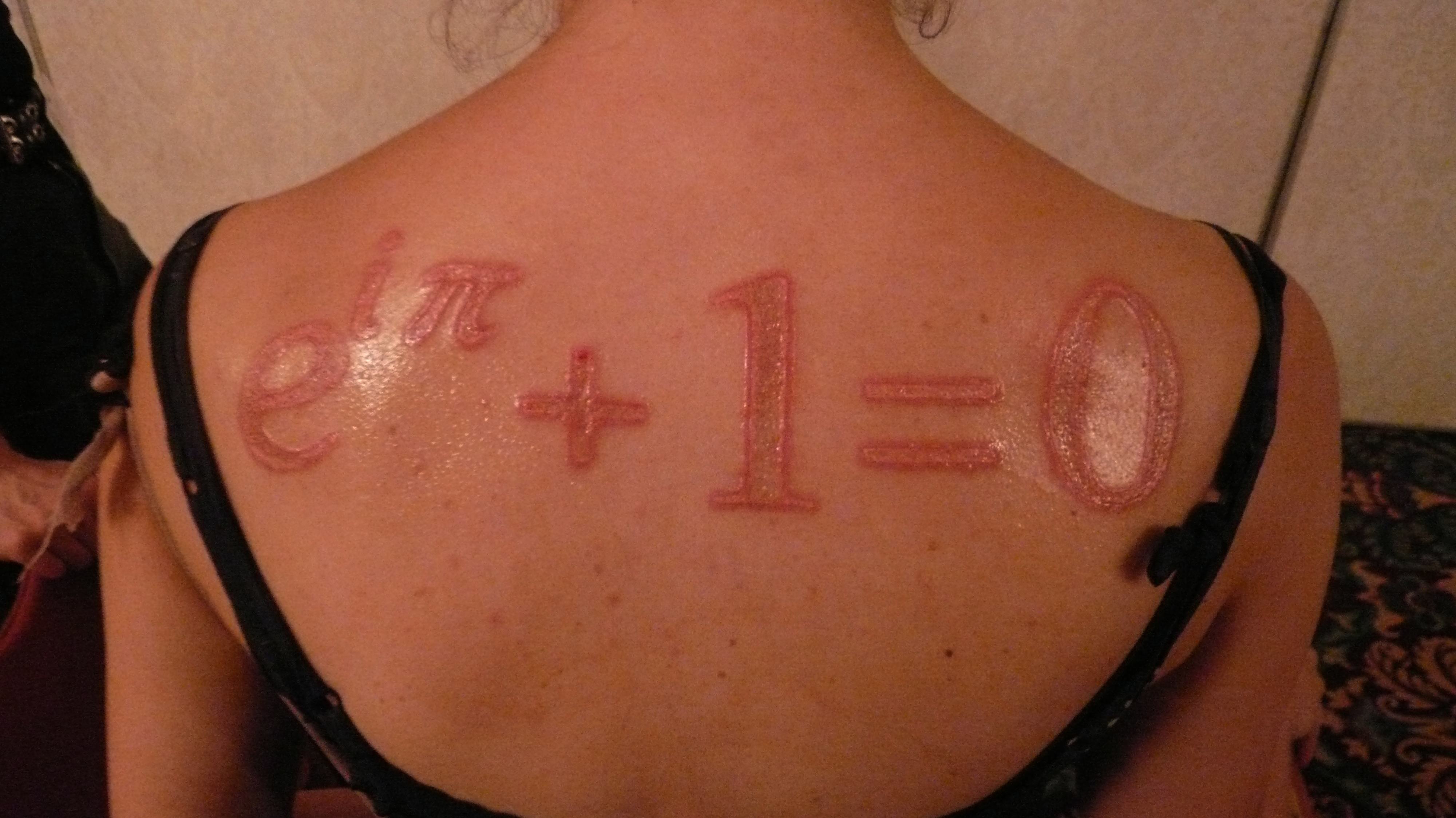
Scarificazione
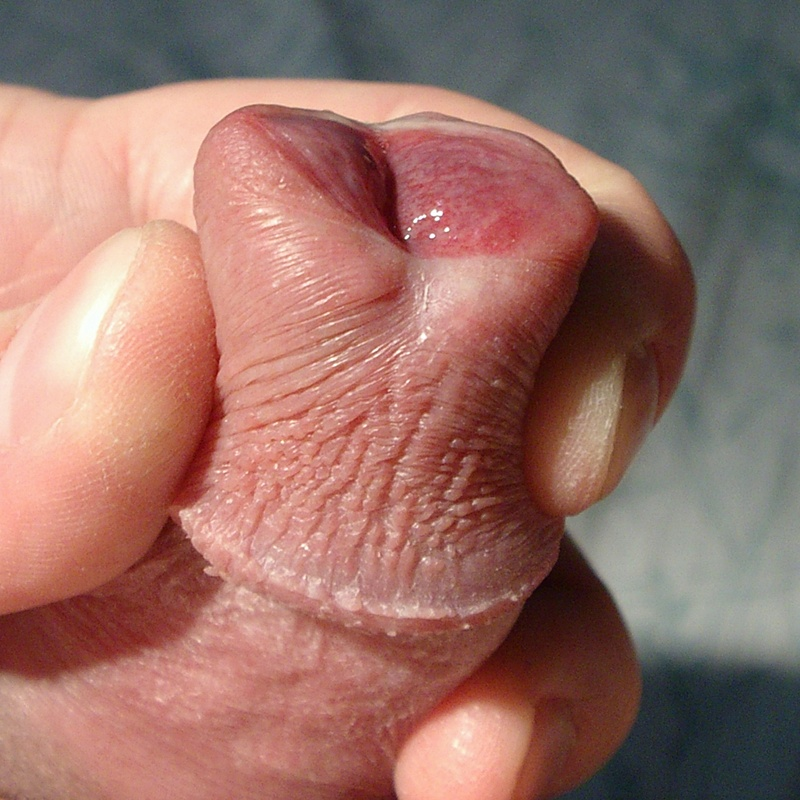
Meatotomia
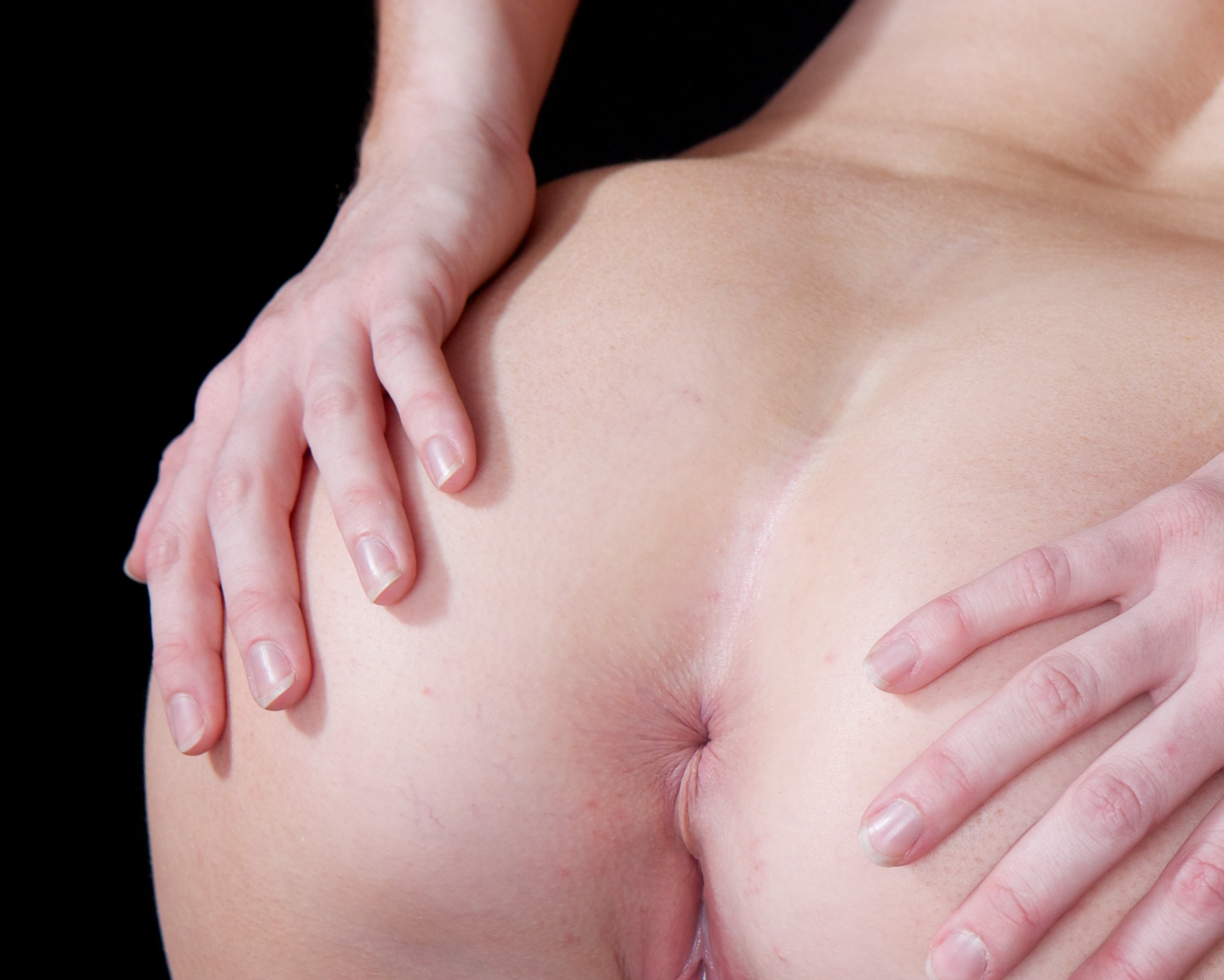
Ano sottoposto a sbiancamento
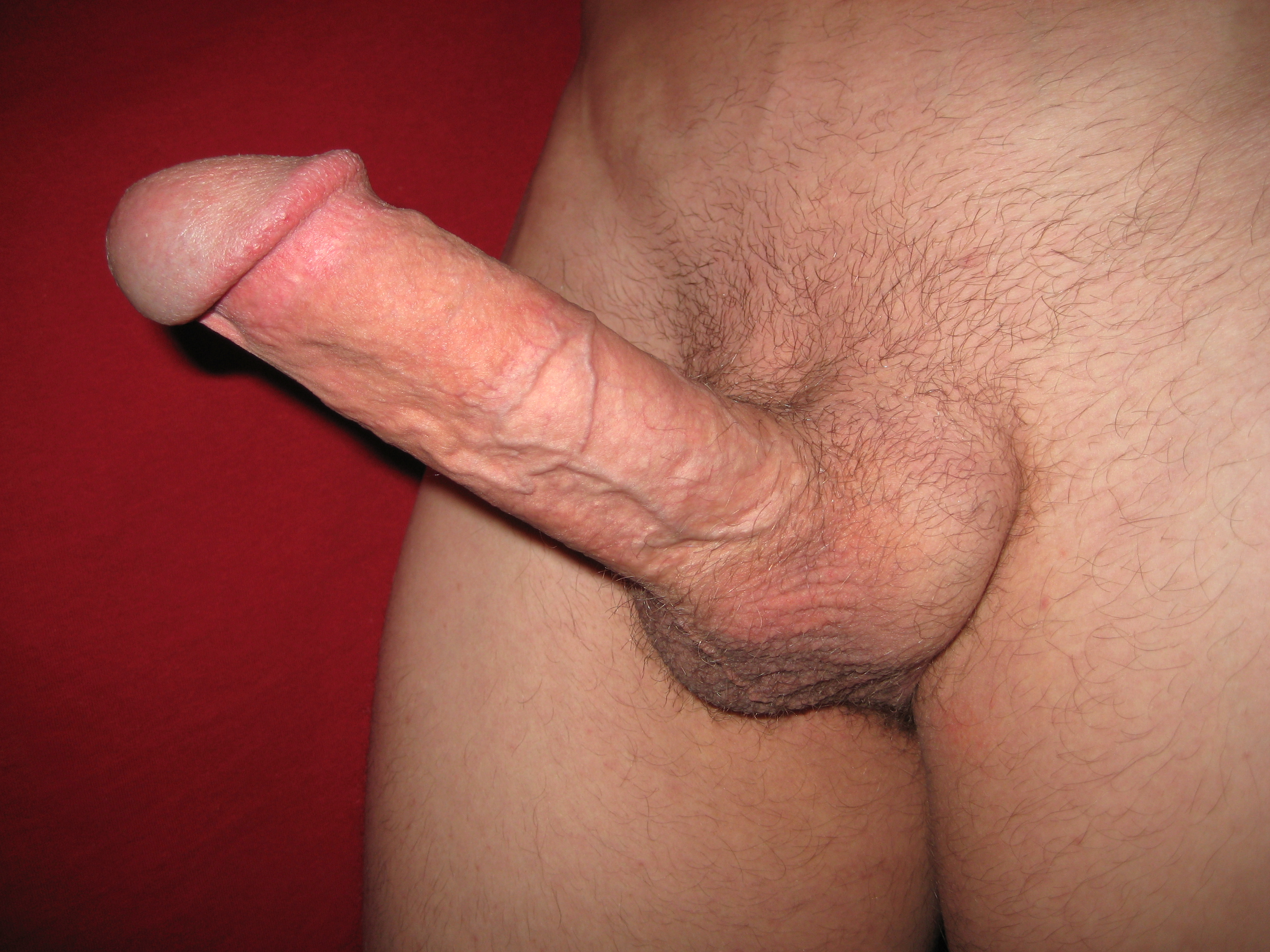
Pene circonciso
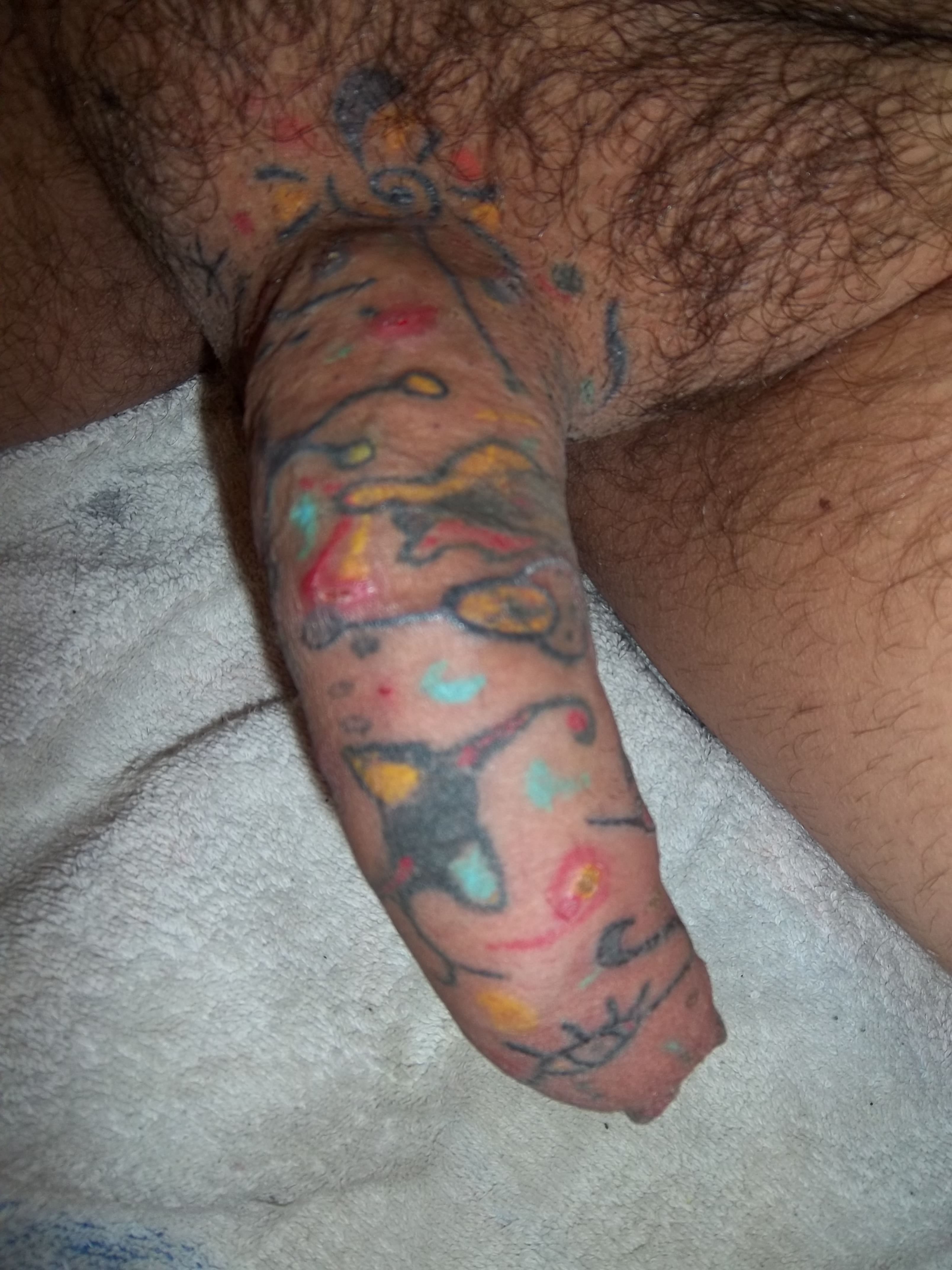
Tatuaggio sul pene
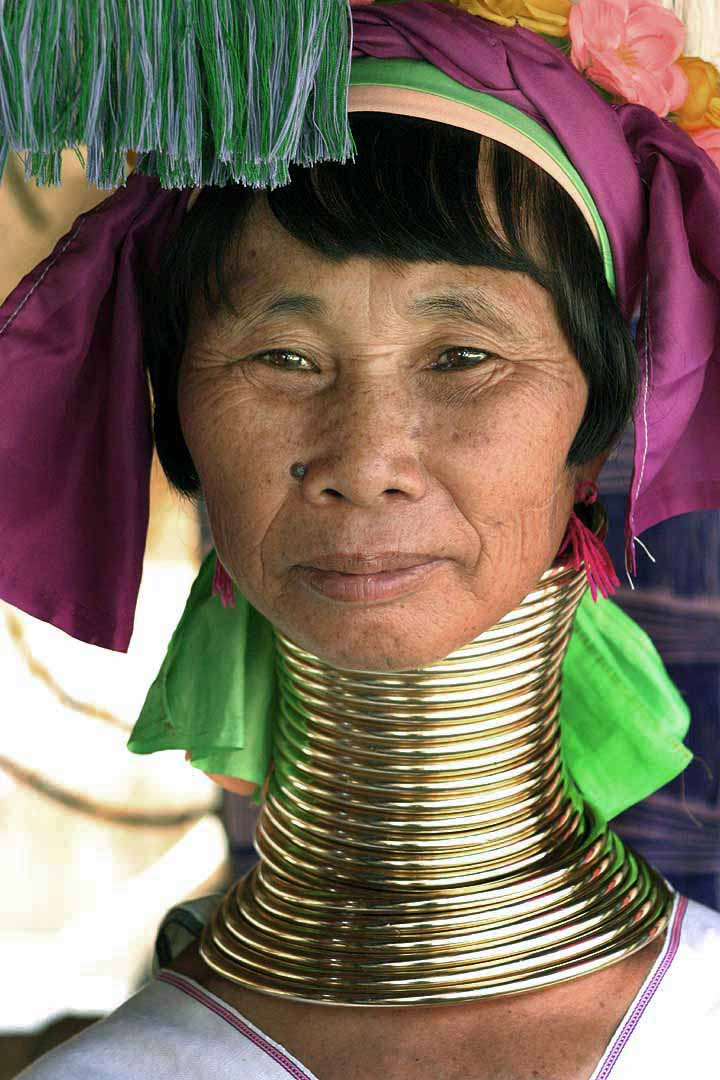
Donna Kayan con collare di anelli
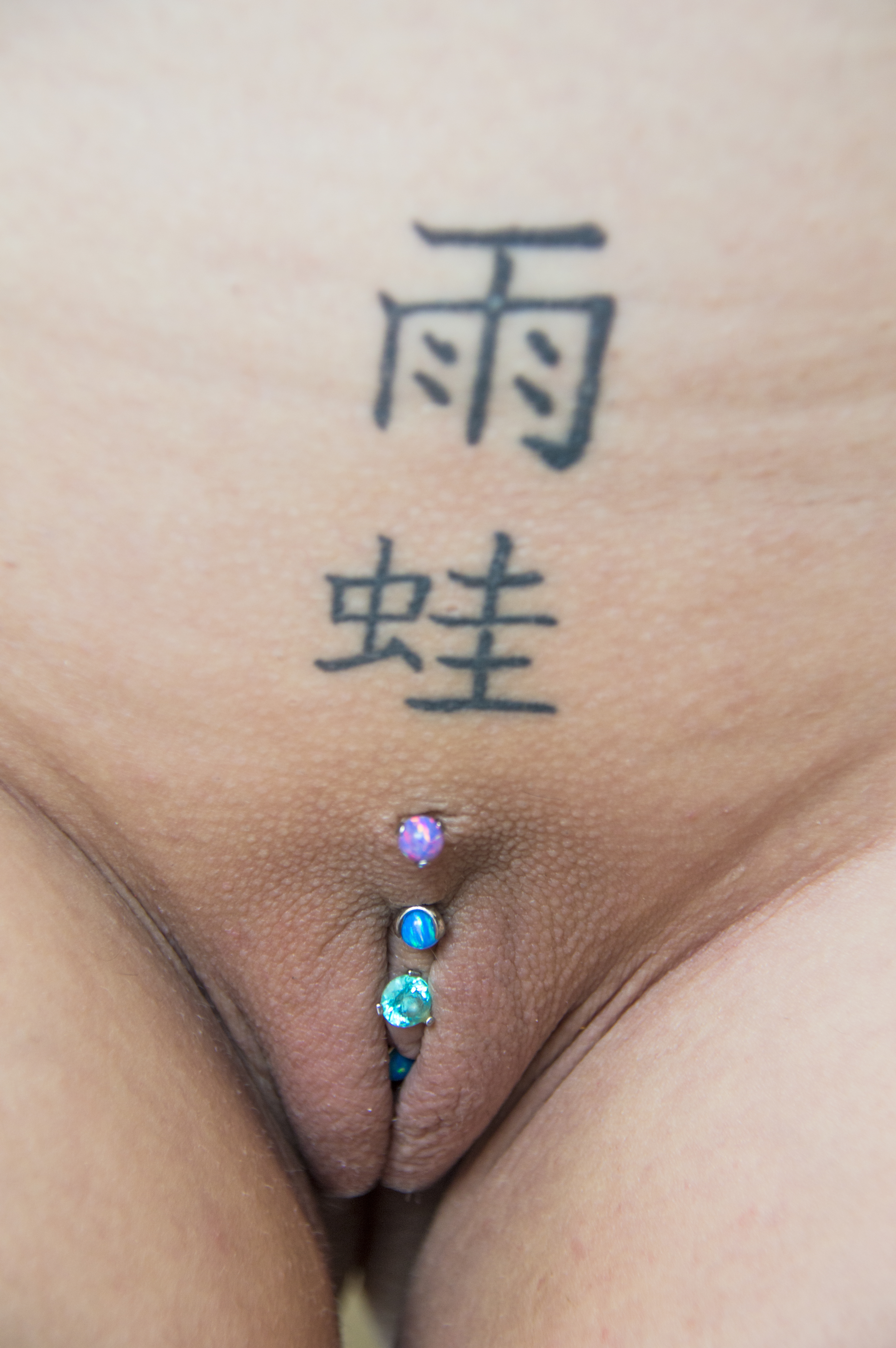
Piercing e tatuaggio sul monte di Venere, piercing del cappuccio del clitoride

## Controversie
Una fonte di controversia è rappresentata dal concetto di tentare di abbellire artificialmente la forma del corpo, con le relative accuse di attuare delle sfigurazioni e mutilazioni. Forme estreme di modificazione corporea vengono occasionalmente considerate sintomatiche della dismorfofobia, di altri disturbi mentali, o come espressione di vanità incontrollata. La pratica di attività medico chirurgiche da parte di persone non qualificate, o realizzate in ambienti e con strumenti non idonei, può mettere a rischio la vita oltre a essere illegale. Anche i semplici tatuatori o coloro che fanno i piercing devono possedere una adeguata formazione e rispettare rigorose norme igieniche per evitare di trasmettere malattie quali epatite e AIDS, oltre a infezioni più comuni che richiedono una terapia antibiotica. In Italia l'attività di tatuaggio e piercing è regolata a livello locale, con imposizioni che spesso impongono il divieto ai minori di 18 anni senza il consenso dei genitori e un divieto assoluto ai minori di 14 anni.
Altra principale fonte di controversia è l'utilizzo della modificazione corporea imposta come rito o tradizione sin da bambini oppure a soggetti non consenzienti, considerandola in questo caso una forma di tortura spesso anche cruenta. Un esempio molto noto all'opinione pubblica è rappresentato dall'infibulazione, una pratica ancora culturalmente molto radicata in zone quali l'Africa, la penisola araba e il sud-est asiatico. Fin da piccole, solitamente con coltelli e all'interno di un'abitazione, le bambine subiscono l'asportazione del clitoride, delle labbra vaginali e la cucitura della vulva con conseguenti complicazioni che possono portarle a morire, a subire infezioni varie, o a non potere portare a termine una futura gravidanza.